# ميغومي أوكينا
ميغومي أوكينا (باليابانية: 奥菜 恵) مواليد 6 أغسطس 1979 في هيروشيما هي ممثلة ومغنية يابانية. تربت في طوكيو. بدأت مسيرتها كمغنية بوب ياباني في عام 1995.

## أعمال
- جو-أون: الحقد
- الظل الأحمر

## وصلات خارجية
- ميغومي أوكينا على موقع IMDb (الإنجليزية)
- ميغومي أوكينا على موقع ميوزك برينز (الإنجليزية)
- ميغومي أوكينا على موقع أول موفي (الإنجليزية)
- ميغومي أوكينا على موقع قاعدة بيانات الأفلام السويدية (السويدية)
- ميغومي أوكينا على موقع ديسكوغز (الإنجليزية)
- ميغومي أوكينا على موقع قاعدة بيانات الفيلم (الإنجليزية)